# Maskarenen-Eulen

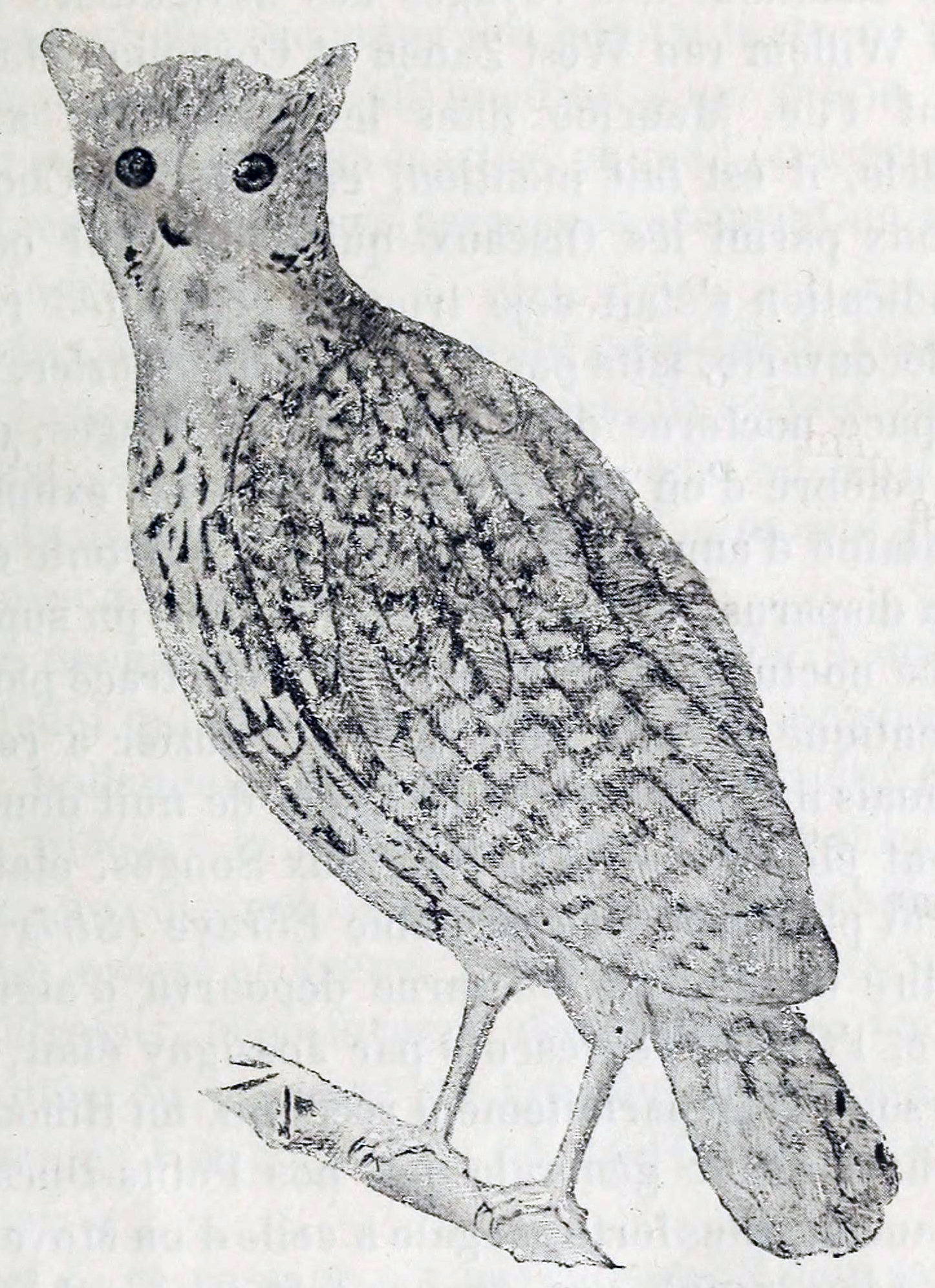
Mauritius-Eule (Otus sauzieri)

Die Maskarenen-Eulen sind eine Gruppe von drei ausgestorbenen Eulenarten, die auf den Maskarenen endemisch waren. Sie galten bis 2018 als eigenständige Gattung Mascarenotus, die 1994 von Cécile Mourer-Chauviré, Roger Bour, François Moutou und Sonia Ribes-Beaudemoulin eingeführt wurde. Eine im Jahr 2018 von Julian P. Hume und seinen Kollegen veröffentlichte Studie zeigte jedoch, dass die Maskarenen-Eulen nahe mit den Zwergohreulen (Otus) des westlichen Indischen Ozeans verwandt waren, darunter mit der Orient-Zwergohreule (Otus sunia). Subfossiles Knochenmaterial zeigt auch Ähnlichkeiten mit der ebenfalls ausgestorbenen hawaiischen Gattung Grallistrix. 
Die Mauritius-Eule (Otus sauzieri, Synonym: Mascarenotus sauzieri) wurde erstmals 1893 wissenschaftlich als Strix sauzieri von Edward Newton und Hans Friedrich Gadow auf der Basis von Knochen  beschrieben, die Théodore Sauzier 1889 in der Fossillagerstätte Mare aux Songes auf Mauritius entdeckt hatte. Die Art Scops commersoni, die 1896 von Émile Oustalet auf der Basis einer Zeichnung von Paul Philippe Sanguin de Jossigny aus dem Jahre 1770 beschrieben wurde, gilt als Synonym von Otus sauzieri, ebenso die 1907 in Rothschilds Werk Extinct Birds aufgeführte Art Strix newtoni, die auf der Basis von zwei kürzeren Tarsometatarsus-Knochen beschrieben wurde. 1953 kombinierte Masauji Hachisuka sowohl dieses Taxon als Strix sauzieri als Tyto newtoni und Tyto sauzieri neu. Tyto newtoni war vermutlich das kleinere Männchen der Mauritius-Eule, während Newtons und Gadows Typusexemplar von Tyto sauzieri das größere Weibchen repräsentiert.  Mit einer Größe von 42 Zentimetern war die Mauritius-Eule der größte endemische Beutegreifer auf Mauritius.  Mitte des 19. Jahrhunderts galt sie als ausgestorben. Die Réunion-Eule (Otus grucheti, Synonym: Mascarenotus grucheti) wurde 1994 auf der Basis von subfossilen Knochen beschrieben, die Bertrand Kervazo 1974 in der Grotte des Premiers Français bei Saint-Paul auf Réunion zu Tage förderte. Weitere Überreste wurden 1980 in der Grotte de l’Autel bei Saint-Gilles und zwischen 1990 und 1992 in der Fossillagerstätte Marais de l’Ermitage gefunden. Die Rodrigues-Eule (Otus murivorus, Synonym: Mascarenotus murivorus) wurde erstmals 1873 von Alphonse Milne-Edwards als Strix murivora beschrieben. 1907 führte Walter Rothschild das Taxon Bubo (?) leguati auf, das als Synonym für diese Art gilt. Der vermutlich letzte geschichtliche Nachweis der Rodrigues-Eule stammt von Julien Tafforet aus dem Jahr 1726.
Die Beine dieser Eulen zeigen bemerkenswerte Parallelen in Form und Länge mit denen der hawaiischen Gattung Grallistrix. Otus grucheti weist ähnliche Größen wie Grallistrix erdmani von der Insel Maui und Grallistrix orion von Oʻahu auf. Diese Ähnlichkeiten könnten mit der konvergenten Entwicklung dieser Eulen erklärt werden, die auf ursprünglich säugetierfreien Inseln lebten und sich vermutlich von kleinen Vögeln ernährt haben.